# 앙고노 암각화

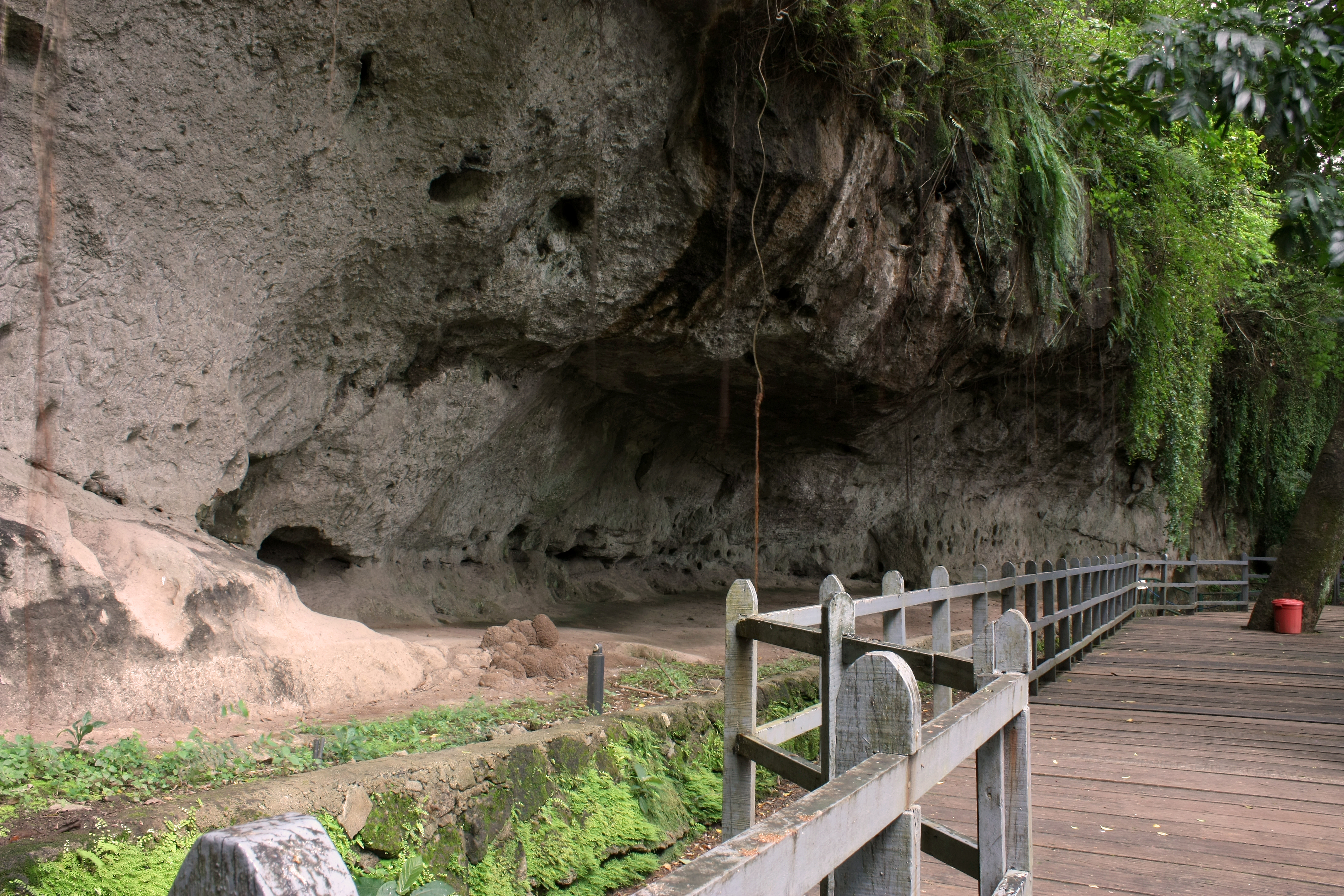
리살주의 앙고노 암각화

앙고노 암각화(Angono Petroglyphs, 필리핀어: Mga Petroglipo ng Angono)는 필리핀 리살주에 위치한 가장 오래되었다고 알려진 예술 작품이다. 이 암각화에는 신석기로 추정되는 시기에 바위벽 위에 새겨진 127개의 인간과 동물 형상이 있다. 이 암각화에는 마모되어 알아볼 수 없는 다른 흥미로운 유형의 형체들과 더불어 유형화된 인간 형상과 개구리, 도마뱀을 뚜렷히 보여준다. 이 암각화들은 대체로 상징적인 표현물들이며, 치료와 공감의 마법과 연관되어 있다.
이곳은 1973년 필리핀 문화국에 의해 필리핀 국가박물관으로 선언되었다. 이곳은 또한 유네스코 세계 유산의 필리핀의 잠정적인 목록의 일부로, 세계 기념물 와치와 세계 기념물 기금의 사적지로 1985년 바위 예술의 월드 인벤토리로 포함되었다.

## 역사
바위 피난처의 존재가 필리핀의 국가 예술가 카를로스 V. 프란치스코에 의해서 1965년 3월에 국립 박물관에 보고되었다. 그는 여러 명의 보이스카웃을 이끌고 소풍을 갔다가 리잘 주의 안티폴로와 비낭고난의 앙고노의 경계에서 이것을 발견했다.  그 이후로, 어떤 바위 조각이 관리 소홀과 반달리즘으로 손상되었다. 1973년, 대통령 칙령 260호에 의해, 이 암각화는 필리핀 정부의 국가 문화 보물로 선언되었다. 그 당시에, 필리핀 국립박물관에 의해 꾸려진 한 팀이 유적지 보존과 미니 박물관과 관측대, 돌 길 등을 만드는 암각화 유적지 개발을 시작했다. 1973년에는 국가 문화 보물 목록에 등재되었고, 1985년에는 바위 예술의 월드 인벤토리로 등재되었다. 1996년에는 세계기념물재단이 앙고노 암각화를 보존 프로젝트 목록에 등재하고, 배수로 설치와 이곳을 보호하기 위해 관리자를 할당했다. 이곳은 또한 유네스코 세계 유산으로 등재되었다.  

## 같이 보기
- 필리핀의 역사